# Бригідки (орден)
Бригідки — чернечий релігійний орден, заснований св. Бригідою Шведською приблизно в 1350 році й затверджений папою Урбаном V в 1370 році. Первісно створювався як змішаний, проте з часом виокремився до жіночого ордену.

## Устав Святої Бригіди
Початково устав був відкритий для чоловіків і жінок, і був присвячений Страстям Ісуса Христа. Це було «подвійним діянням»: кожен монастир приєднаний до невеликої спільноти мав власних священників, але урядували там настоятельки.
Правило Святої Бригіди обумовлено: «Число черниць у монастирі, не повинно перевищувати шістдесят, з чотирма старшими сестрами; священиків повинні бути тринадцятеро, відповідно до числа тринадцяти апостолів,
серед яких не останнім був і Павло; має бути чотири диякони, що також можуть бути священиками, якщо вони будуть, відповідно до чотирьох головних отців: Амвросія, Августина, Григорія та Ієроніма, також вісім закласти братів, які своєю працею повинні постачати необхідне для священнослужителів;тому загальним числом три двадцятки сестер, тринадцять священиків, чотири диякони, і вісім слуг, є таким числом осіб, як і тринадцять апостолів і сімдесят двоє учнів» (Правило).
Черниці мали строгий устав, і займалаися головним чином наукою і дослідженнями, тоді як ченці були мандрівними проповідниками й місіонерами.
Окремі монастирі були підвладні місцевому єпископу, і, в честь Діви Марії, керувалися настоятельками.
Чоловіча та жіночі гілки монастиря мали бути ізольовані одна від одної. Звичний одяг монахів та монахинь — сіра ряса

## Історія

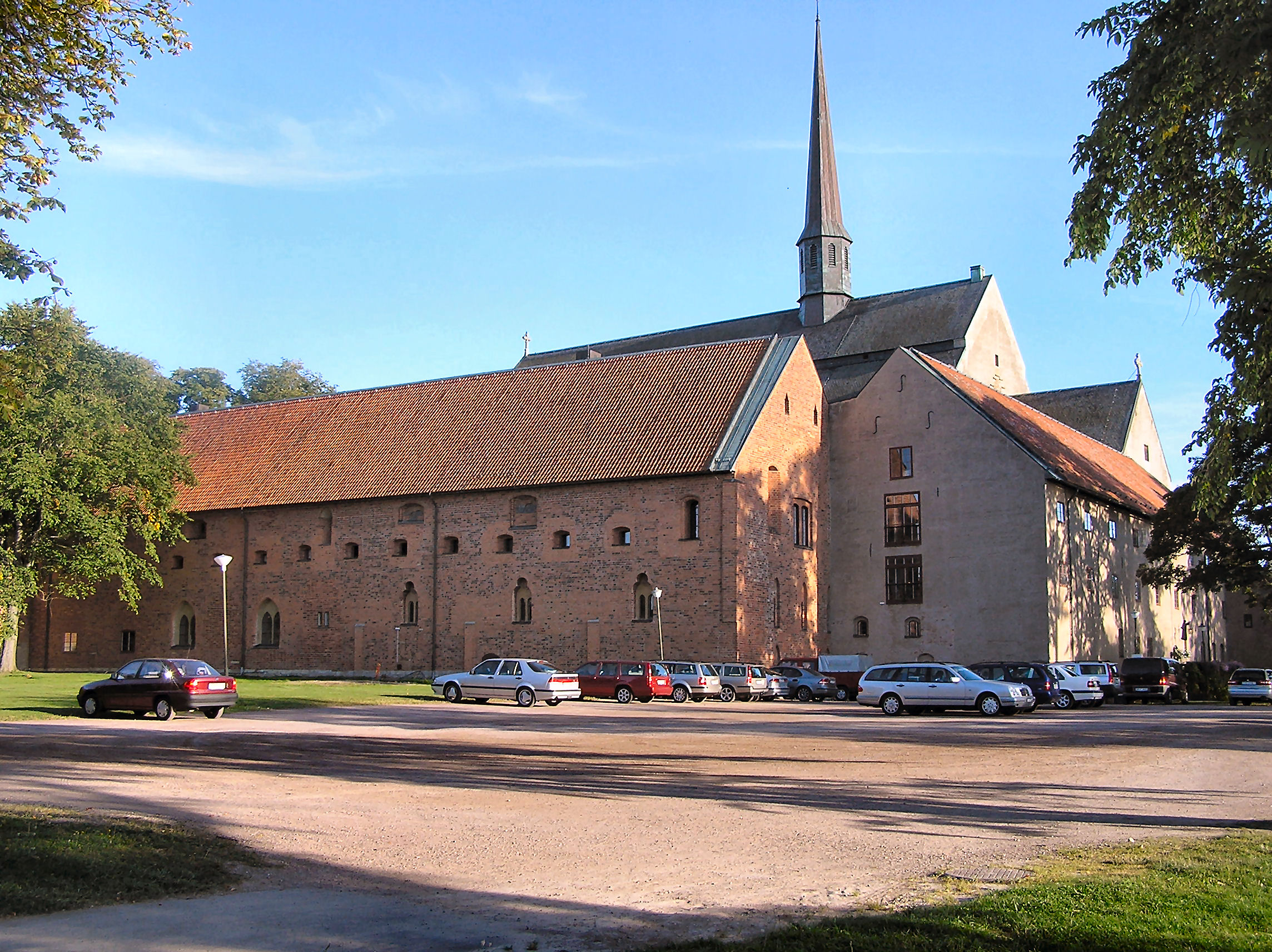
Монастир у Вадстені, перший монастир ордену

Перший монастир був заснований в шведському місті Вадстена, який, однак, не був освячений до 1384 року, після смерті Бригіти і її дочки, святої Катерини Вадстенської. Після смерті ігумені Інгеборг в 1412 році (внучки Бригіти), чернеча громада назвала себе «духовними чадами Св. Бригіти».
З моменту свого створення орден мав фінансову підтримку і захист шведського королівського дому, на той час це була головна умова швидкого розширення в Швеції і Норвегії (в той час Швеції). В Данії королева Маргарита I підтримувала поширення ордену в карїні на початку XV століття. Орден на той час мав уже 27 монастирів у Скандинавії, і сприяв поширенню літератури і культури в регіоні.
В 1515 році орден був поширений у ряді європейських країн і число монастирів досягло вісімдесяти. В Англії, абатстві Сіон, була штаб-квартира ордену, а саме абаство на той час стало найбагатшим в країні.
З початком Реформації в Європі орден піддавався жорстоким гонінням і вбивствам в країнах, які прийняли ці ідеології. У Швеції Вадстенський монастир був розграбований, а монахині були заслані в Польщу. Спільнота Англії емігрував за часів правління Єлизавети I в Францію, Іспанію та Португалію. Більшість монастирів були зруйновані в той час, інші ж занедбали.

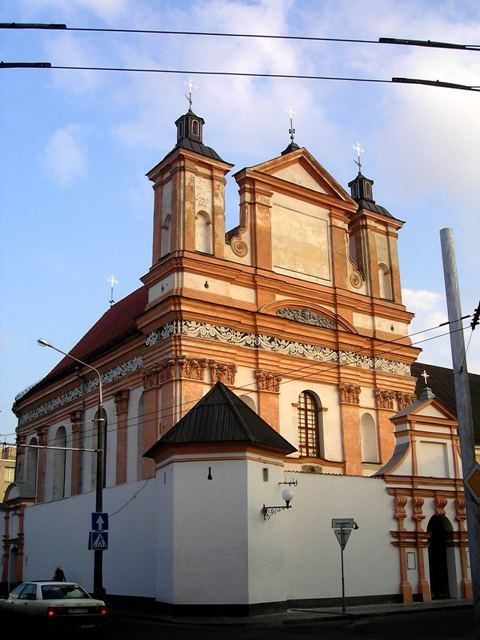
Монастир бригідок у Гродно, Білорусь

З розвитком релігійної терпимості деякі громади повернулися в свої країни . Спільнота Сіонського абатства повернувся до Англії 1861 року, а шведська — в 1935 році.

## Активні гілки ордену

### Середньовічна гілка
Первісну середньовічний гілку утворюють чотири незалежні монастирі:
- Прибіжище Марії в Удені, Нідерланди
- Сіонське абатство в Айзлворті, Англія
- Birgittakloster в Альтомюнстері, Німеччина
- Pax Mariae в Вадстені, Швеція

### Іспанська гілка
Іспанську філію заснувала Марина де Ескобар в 1630-х роках. Вона складається тільки з черниць, що дотримуються модифікованого уставу св. Бригіди. Об'єднує чотири незалежні на даний час монастирі у Великій Британії, чотири в Мексиці і один в Венесуелі.

### Шведська філія
Найбільшиа на сьогодні гілка бригідок заснована Марією-Ельжбеттою Хессельблад 8 вересня 1911 року. Вона була затверджена Святим Перстолом 7 липня 1940 року, і в наш час[коли?] складається з монастирів в Європі, Азії і Північній Америці. Головний дім ордену знаходиться на площі Фарнезе, близько до Кампо деї Фйорі (Рим, Італія), в будинку де жила Бригіта. Мати Текла Фаміглетті є генеральною ігуменею ордену з 1979 року.

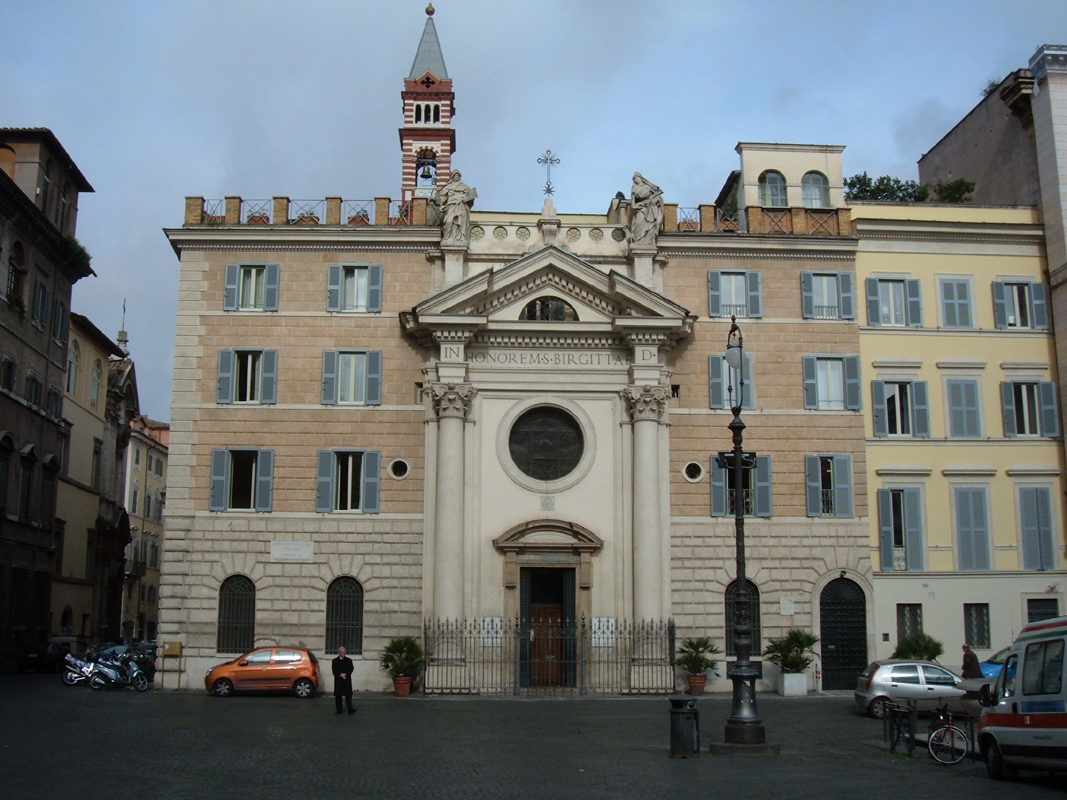
Церква св. Бригіти у Римі, Італія

Існує монастир, який пропонує розміщення паломникам. Після Реформації у монатирській друкарні виконується друк католицьких робіт шведською мовою .

### Бригіти-монахи
Ченці ордена Святішого Спасителя (OSsS) розташовані в Аміті, Орегон, в монастир Втіхи Богоматері. Заснований 16 березня 1976 братом Бенедиктом Кірбі — це єдиний монастир бригітів, заснований вперше з XIX століття, коли вони були в значній мірі розпорошені, переважно через європейські війни. Ченці тут зазвичай не отримують духовний сан, зберігаючи традицію монашества. Монастир є канонічним, із статусом Sui iuris, і живе переважно за рахунок продажу шоколадних трюфелів та грибів.